# Transporte en Madrid

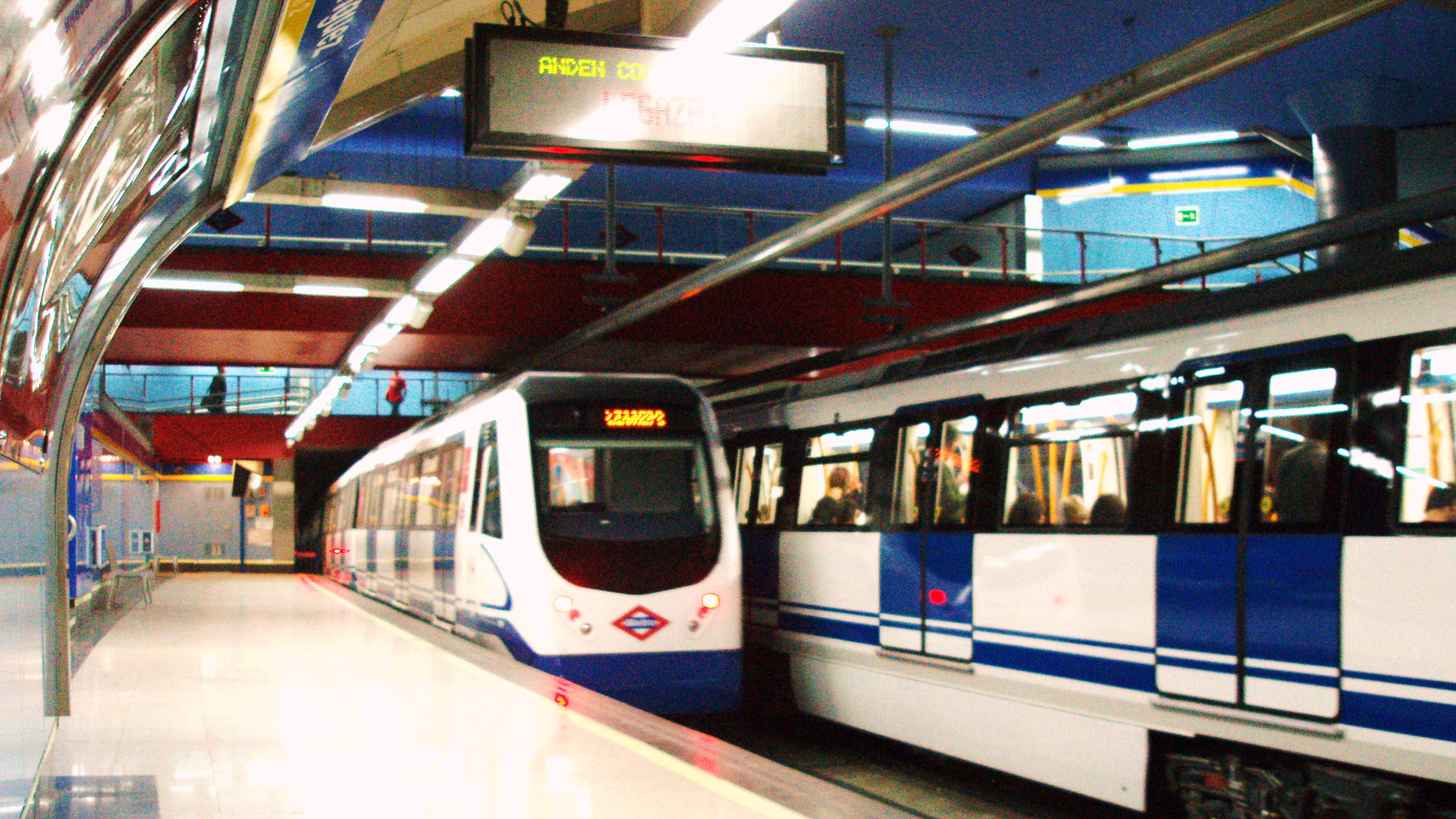
Línea 3 del Metro de Madrid

El transporte de Madrid comprende la red de comunicaciones multimodal que sustenta el movimiento de mercancías y viajeros tanto en el interior de la capital española como entre esta y otras ciudades. Engloba un conjunto de infraestructuras estratégicas para la integración y el desarrollo económico y social de la ciudad, en tanto que agiliza los desplazamientos humanos y las transacciones mercantiles. Es gestionada por diferentes entes públicos, destacando el Ministerio de Transportes del Gobierno de España, la Comunidad de Madrid y el Ayuntamiento de Madrid, teniendo competencias cada uno sobre determinados medios de transporte. La red de transporte madrileña se halla en continua expansión y mejora, en paralelo a la expansión demográfica y urbanística que vive la ciudad. A grandes rasgos, podemos dividir el transporte de Madrid en público y privado.
El transporte público de la ciudad de Madrid constituye un sistema privilegiado y de primer orden. Está protagonizado por su vanguardista sistema de metro, que posee actualmente cerca de 300 estaciones, repartidas en 12 líneas y un Ramal. No es menor la importancia de la extensa red de Cercanías Madrid (gestionada por RENFE), que conecta la ciudad con los municipios circundantes (como Móstoles, Majadahonda o Alcalá de Henares); las líneas de autobús urbanas o interurbanas, esenciales en el transporte no ferroviario por superficie; o el Metro Ligero, un servicio tranviario que solo está presente en zonas muy concretas del oeste y norte de la capital. Todas estas formas de transporte son coordinadas por el Consorcio Regional de Transportes de Madrid. Cruciales son también las líneas de trenes de media y larga distancia y AVE que pasan por la capital, bajo gestión de RENFE a partir de la infraestructura de Adif. Destaca igualmente el servicio de alquiler BiciMad, gestionado por el Ayuntamiento de Madrid. Estos medios de transporte no han de concebirse de forma independiente, pues el sistema favorece el intercambio multimodal entre distintos medios de transporte. De esta forma, los intercambiadores de transporte son piezas fundamentales en la articulación de la movilidad madrileña (como Moncloa, Avenida de América, Príncipe Pío).
El transporte privado en Madrid, en contraste, está protagonizado por el automóvil. La red de carreteras de la ciudad, a menudo saturada por grandes retenciones en horas punta, incluye vías de circunvalación (M-30, M-40) y otras no radiales (M-12, M-203). El kilómetro cero de las carreteras nacionales de España (N-1, N-2) se halla en el corazón de la Puerta del Sol. Madrid posee también una amplia red de carriles bici, que facilita ciertas rutas (como el Anillo Verde Ciclista).

## El transporte público
El transporte público de Madrid está dirigido por el consorcio regional de transportes regulares de Madrid (creado por ley 5/1985, de 16 de mayo), una sociedad pública dependiente de la Comunidad de Madrid.
Para el uso de sus servicios, hay que pagar una serie de tarifas, ya sea en forma de billete, metrobús, abono transportes o abono turístico. Cada cual tiene unas características distintas de precio, duración y áreas abarcadas.
- El billete sirve para un único viaje, y se adquiere en la misma estación o medio que se quiere tomar. En algunos servicios, como el tren de cercanías, pueden adquirirse billetes de ida y vuelta.

- El metrobús es un título de transporte válido tanto en la red de metro como en la de autobuses EMT de la red de transporte de Madrid. Permite la realización de un total de 10 viajes dentro de la zona A de transportes de la capital.

- El abono transporte es un título de transporte válido para las redes de metro, cercanías, y autobuses urbanos o interurbanos. Permite la realización de un número ilimitado de viajes durante su periodo de validez, ya sea mensual o anual. Sus tarifas cambian según la edad de los usuarios, definidas en tres rangos (abono joven, normal y tercera edad) y según las coronas, que son un modelo definido por el Consorcio de Transportes, que organiza la Comunidad de Madrid y algunos municipios de Toledo y Guadalajara en una serie de anillos concéntricos.

- El abono turístico tiene una validez entre uno y siete días, y puede comprender dos zonas: la zona A, que es la misma que la del abono transportes; y la zona T, que las comprende todas. Sus tarifas varían según la edad, definida entre normal (a partir de 12 años) e infantil (hasta 11).

Las redes que conciernen al Consorcio Regional de Transportes de Madrid son el metro y los autobuses de la EMT e interurbanos. Por otro lado, el tren de cercanías está gestionado por RENFE, pero plenamente integrado en la red de transporte público de la ciudad.
Aparte, está el transporte no regular de personas, que tiene su máximo exponente en el taxi. Este sector carece de subvenciones ya que es financiada por cada uno de los usuarios que utizan el servicio, mediante el sistema de tarifa-precio. Dicha tarifa-precio es aprobada por los ayuntamientos de los que dependen los taxis.

### Metro de Madrid

Esquema de la red de metro de Madrid.

El metro de Madrid es una de las redes de transporte más eficientes de la ciudad.
Actualmente el Metro de Madrid es la red de metro más extensa de la Unión Europea y la cuarta del mundo, con 293 km y 13 líneas (una de ellas es un ramal de la línea 2).
| Línea             | Terminales                                       | Longitud   | Estaciones | Gálibo   | Andén |
| ----------------- | ------------------------------------------------ | ---------- | ---------- | -------- | ----- |
|                   | Pinar de Chamartín – Valdecarros                 | 20,8 km    | 31         | estrecho | 90 m  |
|                   | Las Rosas – Cuatro Caminos                       | 14 km      | 20         | estrecho | 60 m  |
|                   | El casar – Moncloa                               | 17,49 km   | 19         | estrecho | 90 m  |
|                   | Argüelles – Pinar de Chamartín                   | 16 km      | 23         | estrecho | 60 m  |
|                   | Alameda de Osuna – Casa de Campo                 | 23,2 km    | 32         | estrecho | 90 m  |
|                   | Circular                                         | 23,5 km    | 28         | ancho    | 115 m |
|                   | (Hospital del Henares) Barrio del Puerto – Pitis | 31,2 km    | 29         | ancho    | 115 m |
|                   | Nuevos Ministerios – Aeropuerto T4               | 16,5 km    | 8          | ancho    | 115 m |
|                   | Paco de Lucía – Arganda del Rey                  | 38,0 km    | 26         | ancho    | 115 m |
|                   | Hospital Infanta Sofía – Puerta del Sur          | 39,9 km    | 31         | ancho    | 115 m |
|                   | Plaza Elíptica – La Fortuna                      | 5,3 km     | 7          | ancho    | 115 m |
|                   | MetroSur (Circular)                              | 40,7 km    | 28         | ancho    | 115 m |
|                   | Ópera – Príncipe Pío                             | 1,1 km     | 2          | estrecho | 60 m  |
| TOTAL (13 líneas) | TOTAL (13 líneas)                                | 297,712 km | 279        | —        | —     |

### Cercanías de Madrid

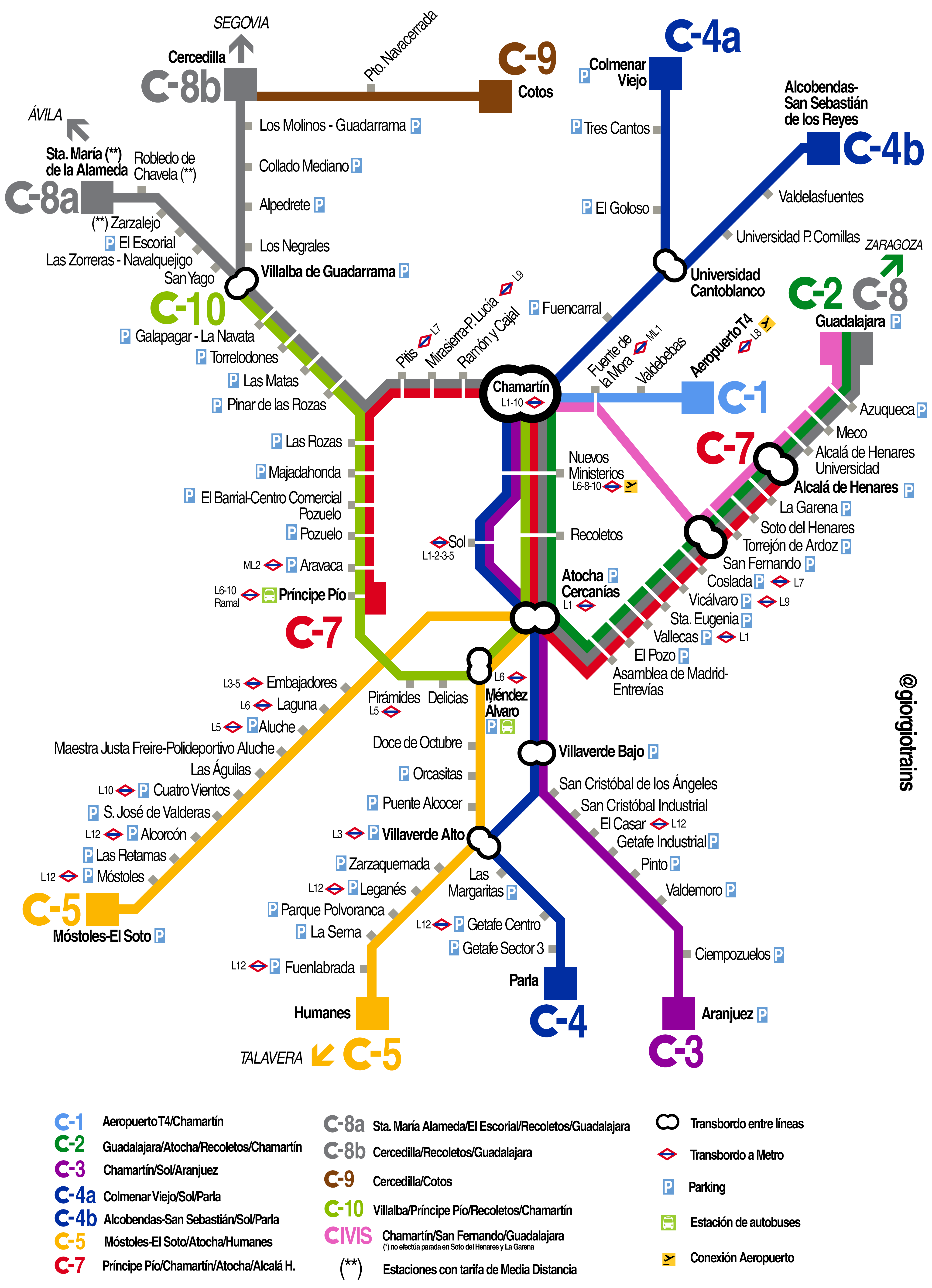
Mapa de líneas de Cercanías Madrid

El actual servicio de  Cercanías de Madrid, que explota Renfe Cercanías sobre las vías de Adif, posee una red a lo largo y ancho de la Comunidad de Madrid, llegando a la gran mayoría de la población e interconectando el servicio con el de Metro de Madrid en más de 20 estaciones.
A finales de 2004, la Red Ferroviaria de Cercanías de Renfe de la Comunidad de Madrid contaba con nueve líneas en funcionamiento y una longitud de 370 km, con 101 estaciones en total, 1.385 circulaciones diarias (en día laborable), pudiendo albergar un total de 880.000 viajeros. La plantilla de trabajadores consta de unos 1300 empleados.
La totalidad de las líneas de la red, salvo la C-9 y la C-8 entre Villalba y Cercedilla, son de doble vía, y algunos trayectos de cuádruple, estando toda la red electrificada. La estación principal es Atocha-Cercanías, por la que pasan todas las líneas, excepto la ya mencionada C-9.
| Línea | Recorrido |
| ----- | --- |
|       | Chamartín - Aeropuerto T4                                                                                              |
|       | Guadalajara - Alcalá de Henares - Atocha - Chamartín                                                                   |
|       | Aranjuez - Atocha - Sol - Chamartín                                                                                    |
|       | Parla - Atocha - Sol - Chamartín - Cantoblanco - Colmenar Viejo/Alcobendas-San Sebastián de los Reyes                  |
|       | Humanes - Fuenlabrada - Atocha - Móstoles-El Soto                                                                      |
|       | Alcalá de Henares - Atocha - Chamartín - Las Rozas - Príncipe Pío                                                      |
|       | Guadalajara - Alcalá de Henares - Atocha - Chamartín - Villalba - Cercedilla / El Escorial - Santa María de la Alameda |
|       | Cercedilla - Cotos |
|       | Villalba - Principe Pío - Atocha - Recoletos - Chamartín                                                               |

### Autobuses
Existe una red de autobuses urbanos gestionada, como el resto de la red de transporte público, por el Consorcio Regional de Transportes de Madrid y por la Empresa Municipal de Transportes de Madrid, que cuenta con más de 1.994 vehículos y 194 líneas. Muchos habitantes de los barrios periféricos de la capital, la misma autonomía y provincias limítrofes utilizan los servicios del ferrocarril de cercanías y autobuses interurbanos para llegar a la capital y luego utilizar el metro. Por eso también la red de autobuses está ampliamente interconectada con los ferrocarriles. Los principales intercambiadores son los de Avenida de América, Moncloa, Príncipe Pío y Plaza de Castilla, aunque hay otros menores como los de Conde de Casal, Méndez Álvaro, Canillejas, Ciudad Lineal y Plaza Elíptica.

### Estadísticas de Transporte Público en Madrid
El promedio de tiempo que las personas pasan en transporte público en Madrid, por ejemplo desde y hacia el trabajo, en un día de la semana es de 62 min., mientras que el 13% de las personas pasan más de 2 horas todos los días. El promedio de tiempo que las personas esperan en una parada o estación es de 11 min., mientras que el 13% de las personas esperan más de 20 minutos cada día. La distancia promedio que la gente suele recorrer en un solo viaje es de 9.5 km., mientras que el 25% viaja por más de 12 km en una sola dirección.

## Transporte aéreo en Madrid

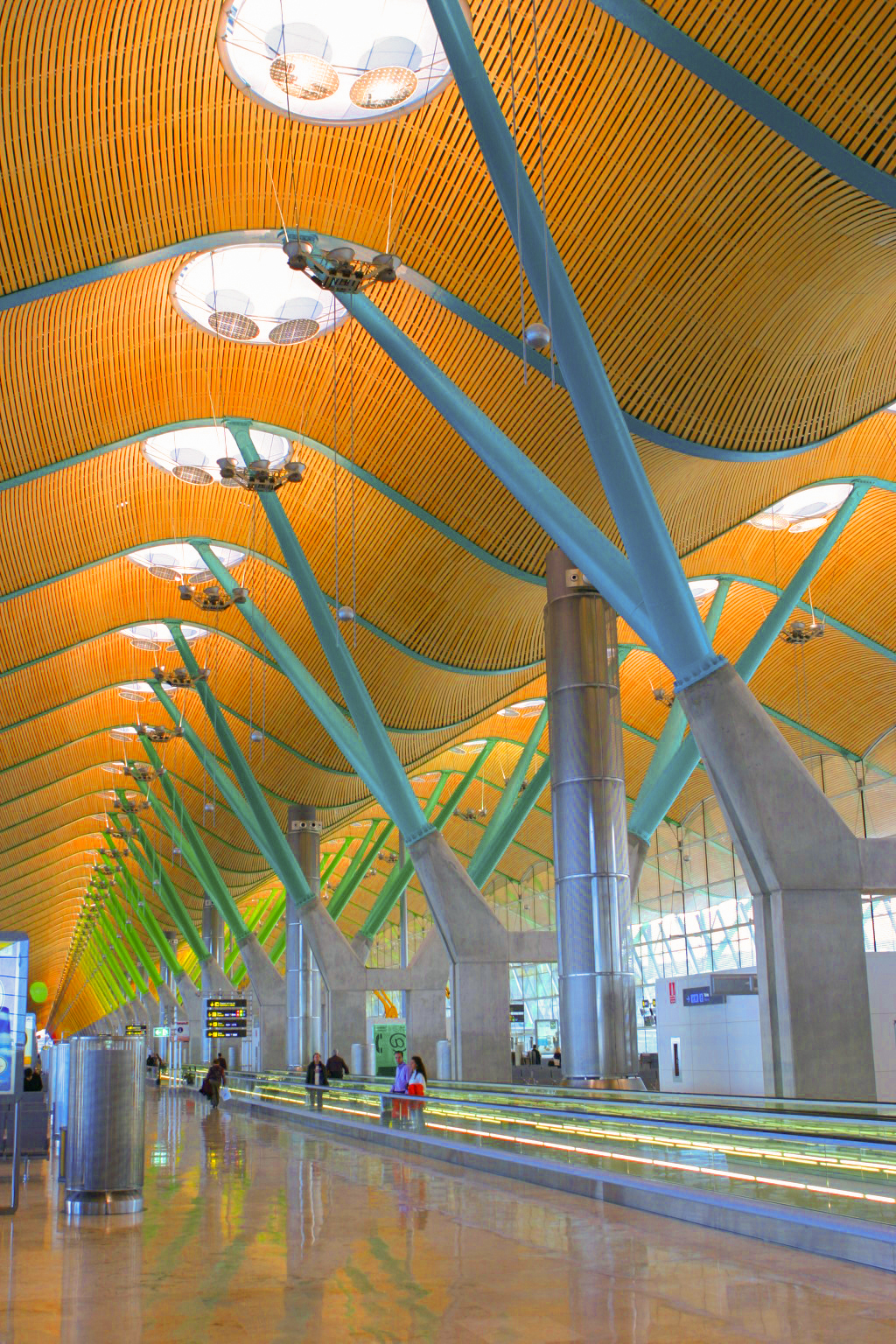
T-4 del aeropuerto de Barajas

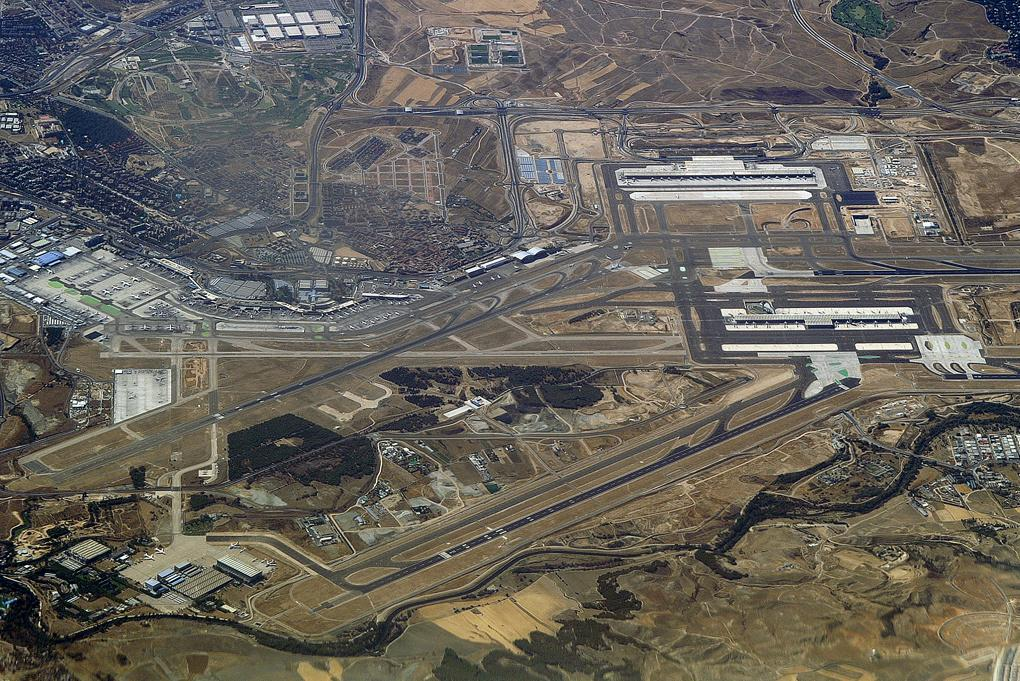
Vista del aeropuerto de Barajas

El Aeropuerto de Madrid-Barajas (IATA: MAD, ICAO: LEMD), está situado en el nordeste de Madrid, a 12 kilómetros del centro. Inició su servicio en 1928, aunque se inauguró oficialmente en 1931 y actualmente está gestionado por Aeropuertos Españoles y Navegación Aérea AENA. Es el principal aeropuerto de España.
En 2005 el aeropuerto movió 42 millones de pasajeros, con un crecimiento actual del 15%. Ocupó el puesto número 12 a nivel mundial y quinto europeo por número de pasajeros transportados; se espera además un aumento de pasajeros debido a la reciente inauguración de la nueva Terminal 4 (T4). Es además uno de los más extensos e importantes del mundo.
Las terminales T1, T2 y T3 cuentan en total con seis zonas de embarque: A, B, C, D, E y F, que están unidas a las terminales. La terminal T4 y su satélite, la T4S, están unidas mediante un tren automático subterráneo.
El aeropuerto está comunicado con la ciudad a través de la Línea 8 de Metro, con la Línea C-1 de Cercanías de Madrid y de numerosos autobuses.
Existe además otro aeropuerto, el de Cuatro Vientos.

## Carreteras en Madrid
Madrid tiene una serie de carreteras de circunvalación a su alrededor. Estas son la M-30, que delimita la almendra central de la ciudad, la M-40, en los barrios residenciales de la ciudad, la M-45, bordeando el municipio, y la M-50, en el área metropolitana. Estas autovías sirven para evitar que, para dirigirse de un punto a otro de la periferia, haya que atravesar la ciudad.
Esta red de circunvalación se suma otra de esquema radial, de la cual las autovías más importantes son las conocidas nacionales:
| Identificador | Itinerario                                                                                 |
| ------------- | ------------------------------------------------------------------------------------------ |
| A-1           | Madrid-Aranda de Duero-Burgos-Miranda de Ebro-Vitoria-San Sebastián-Irún-Frontera francesa |
| A-2           | Madrid-Zaragoza-Lérida-Barcelona-Gerona-Frontera Francesa                                  |
| A-3           | Madrid-Valencia                                                                            |
| A-4           | Madrid-Córdoba-Sevilla-Cádiz                                                               |
| A-5           | Madrid-Talavera de la Reina-Trujillo-Mérida-Badajoz-Lisboa                                 |
| A-6           | Madrid-Medina del Campo-Benavente-Ponferrada-Lugo-La Coruña                                |
| A-42          | Madrid-Illescas-Toledo                                                                     |
| M-607         | Madrid-Tres Cantos-Colmenar Viejo                                                          |

Estas carreteras se suman a las llamadas radiales que son de peaje en gran parte de su recorrido.
La ciudad de Madrid tiene un protocolo ante contaminación con 4 posibles fases, dependiendo de los niveles de dióxido de nitrógeno, que restringen la circulación por la almendra central. En concreto la fase 3 se activó por primera vez el 29 de diciembre de 2016.

## Transporte eléctrico

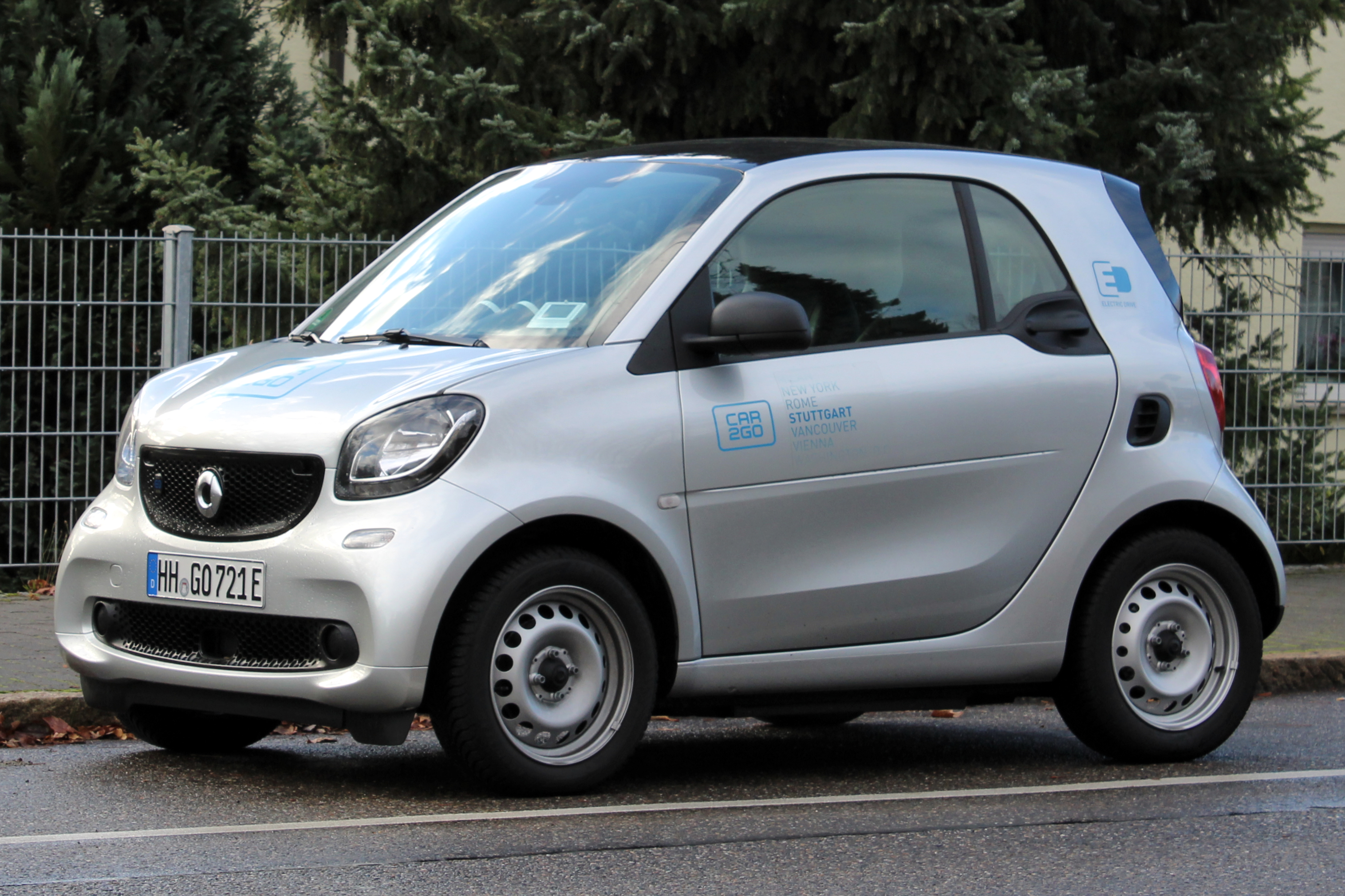
Smart eléctrico de car2go

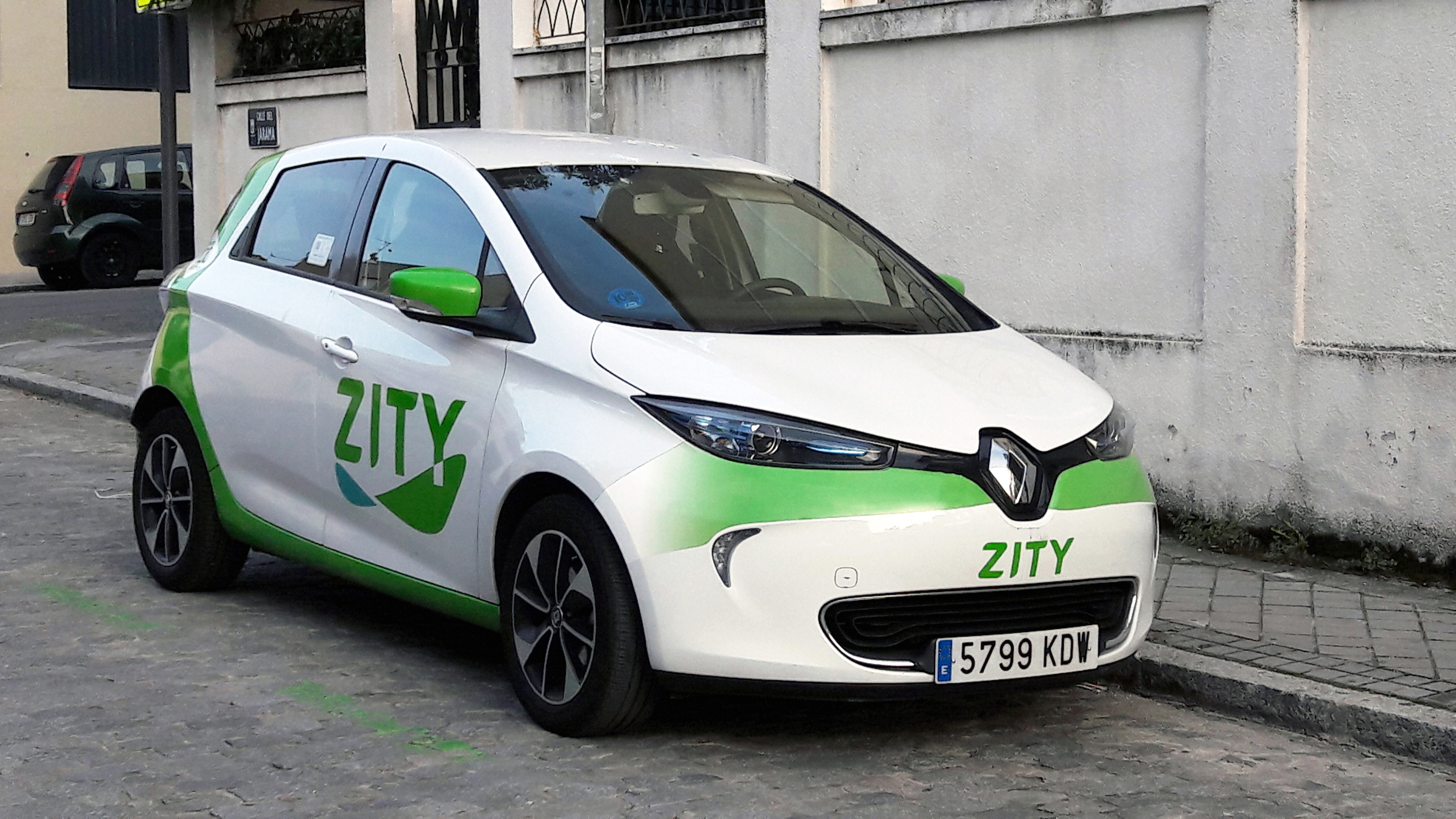
Renault ZOE de ZITY

Madrid ha instalado en sus aparcamientos municipales, tanto de rotación como de residentes, cargadores para repostar vehículos de propulsión eléctrica.
En Madrid existen tres empresas de alquiler de coches por minutos, todos ellos eléctricos. La primera en operar fue car2go (subsidiaria de Daimlier y Europcar) que empezó en noviembre de 2015 con 500 coches modelo Smart ForTwo electric drive, la siguiente fue Emov desde diciembre de 2016 con 600 Citroën C-Zero (PSA Peugeot Citroën y Eysa), y por último ZITY (Ferrovial y Renault) desde diciembre de 2017 con 500 Renault ZOE. En julio de 2018 comenzó a operar el cuarto carsharing, WiBLE, con 500 Kia Niro híbridos enchufables. También existen cinco empresas de alquiler de motos eléctricas por minutos: eCooltra, Muving, Movo, IoScoot y COUP. El hecho de que los coches eléctricos no deban pagar por la hora del Servicio de Estacionamiento Regulado y la total libertad de su uso en episodios de contaminación ha contribuido a su proliferación.

## Bicicleta

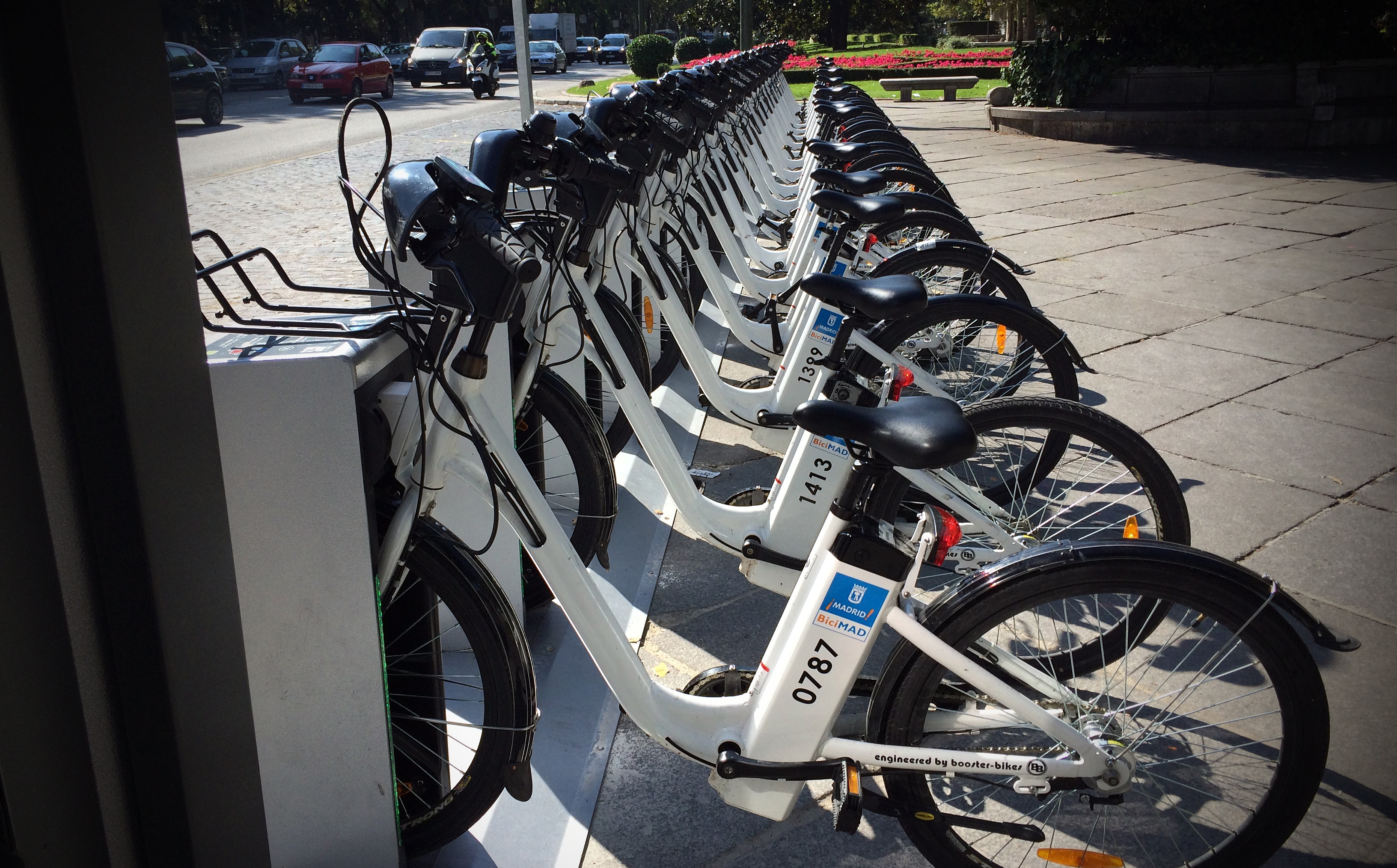
Estación de BiciMAD en la Plaza de Cibeles

El servicio de bicicleta eléctrica pública de Madrid se llama BiciMAD, para la que se han colocado 123 bases de recarga.
Se incorporan cerca de 70 nuevos kilómetros de ciclocalles y ciclocarriles en el centro, para facilitar su implantación, como una posibilidad complementaria al transporte público. Los datos del Informe de Movilidad de la Ciudad de Madrid confirman que el uso de la bicicleta en la almendra central de Madrid aumentó un 17 por ciento entre 2012 y 2013. Este incremento tan significativo está relacionado, con el aumento de la oferta de infraestructuras ciclistas. Madrid ahora cuenta con 316 kilómetros de vías ciclistas, 1.167 aparcabicis y 76 líneas avanzabici en los semáforos.